# Edwin von Dirckinck-Holmfeld

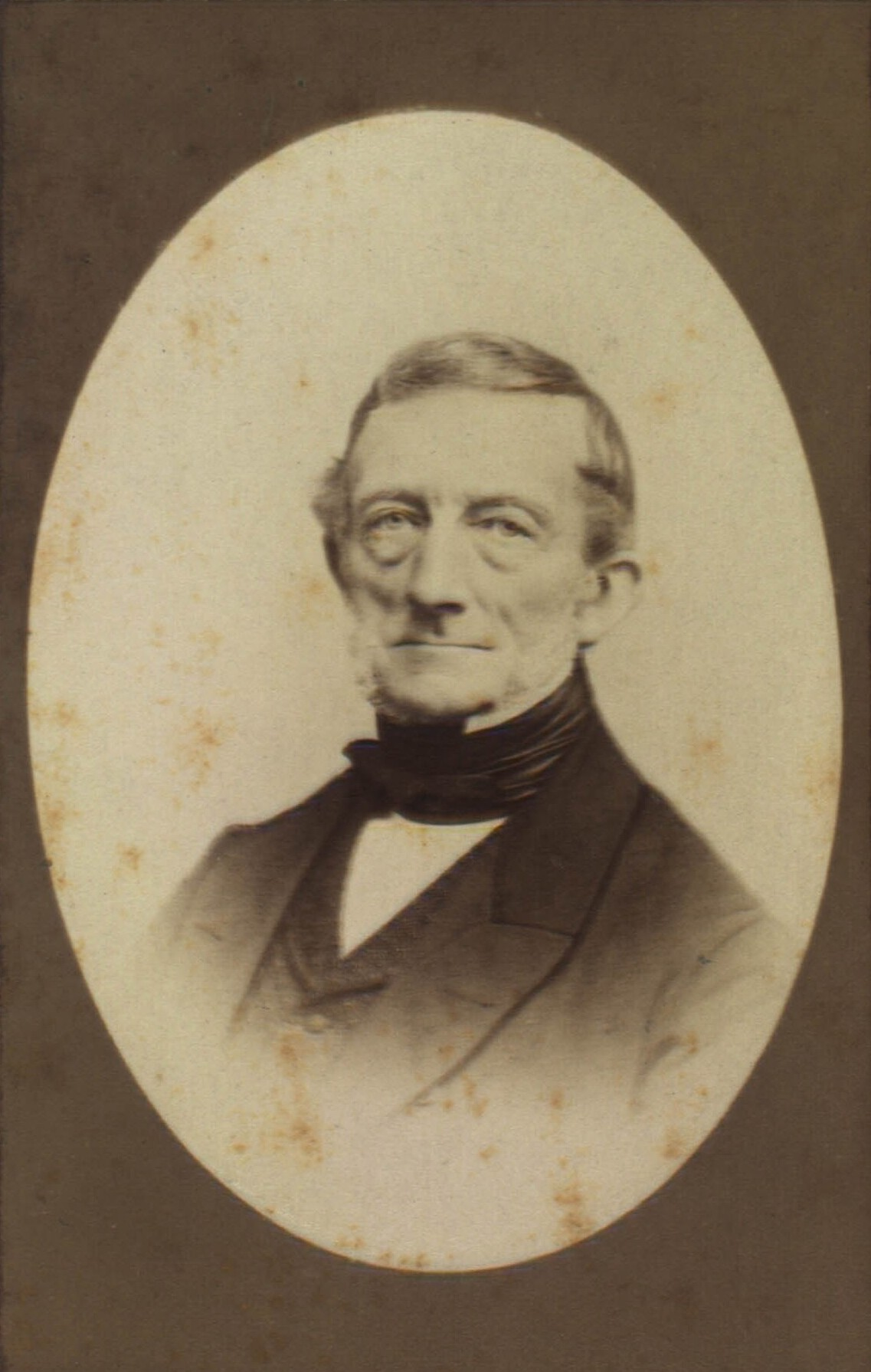
Edwin von Dirckinck-Holmfeld

Edwin von Dirckinck-Holmfeld, vollständig Frederik Rudolph Edwin Marie Dirckinck friherre af Holmfeld, (* 12. Juni 1802 in Osnabrück; † 10. Januar 1896 in Frederiksberg) war ein dänischer Seeoffizier.

## Leben
Dirckinck-Holmfeld stammte aus einer westfälisch/niederländischen Offiziersfamilie, die in Dänemark sesshaft geworden war. Er war das vierte Kind und der dritte Sohn des Obersten und Flottenkapitäns der Niederlande Arnold Christian Leopold Edler von Dirckinck (1763–1828) und dessen Frau Anna Helene Holm (1776–1809), der Tochter eines dänischen Amtmanns in Norwegen. Sein Vater wurde 1806 in den dänischen Adel rezipiert und erhielt mit Patent vom 30. Mai 1828 den Titel Freiherr von Holmfeld. Constant Dirckinck-Holmfeld, dänischer Staatsmann, und Ulysses Dirckinck-Holmfeld, Seeoffizier und Diplomat, waren Edwins ältere Brüder.
Edwin Dirckinck-Holmfeld trat 1813 im Alter von elf Jahren als Seekadett in die Dänische Marine ein. 1821 wurde er als Bester seines Jahrgangs mit Gerners Medaille ausgezeichnet. Am 1. September 1822 erhielt er sein Patent als Seeoffizier. Im Herbst 1823 nahm er Urlaub, um Verwandte in Kleve zu besuchen. Anfang 1824 wurde er zum Kammerjunker ernannt. Gleichzeitig ging er mit Erlaubnis seiner dänischen Vorgesetzten in den Dienst der französischen Marine und diente auf der Korvette la Diane im Mittelmeer und der Levante. 1825 wechselte er in Smyrna auf die Brigg le Cuirassier, die die Griechische Revolution unterstützen sollte. 1827 kehrte er über Ägypten und Toulouse nach Paris zurück und wurde zum Premierleutnant zur See befördert. Danach war er während der Schlacht von Navarino auf dem Linienschiff Trident. 1829 nahm er seinen Abschied, fuhr zur Kur nach Bad Pyrmont und kehrte dann nach Dänemark zurück. 1831 war er Rekrutierungsoffizier (Indrulleringsofficer) in Tondern. 1832/33 war er auf der Brigg St. Croix in Dänisch-Westindien stationiert. Ein Konflikt mit seinem Kapitän führte 1833 zu einer Militärgerichtsverhandlung in Kopenhagen. Dirckinck-Holmfeld wurde zu vier Wochen Arrest verurteilt. In den folgenden Jahren war er wieder Rekrutierungsoffizier in Stege (Møn) und Tondern. 1838 erhielt er das stellvertretende Kommando über den Schoner Elbe, ein Wachschiff auf der Elbe. 1839/40 kam er in gleicher Funktion auf die Brigg Mercurius in Dänisch-Westindien. 1840 musste er wegen Krankheit nach Altona zurückkehren und erhielt Urlaub zur Kur in Deutschland.

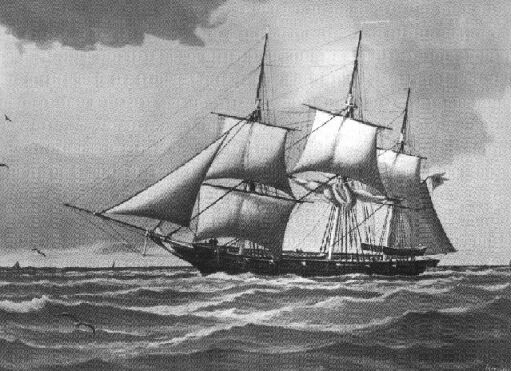
Lüder Arenhold: Korvette Amazone (1843)

1842 wurde er unter Beförderung zum Kapitänleutnant à la suite gestellt. Das ermöglichte ihm, eine Berufung als Navigationsdirektor an der Preußischen Navigationsschule in Danzig anzunehmen. In seine Amtszeit dort fallen der Bau des Schulschiffs der Navigationsschule, der Korvette Amazone, und deren erste große Fahrt unter seinem Kommando ins Mittelmeer. Als Ausländer war Dirckinck-Holmfeld zahlreichen Anfeindungen ausgesetzt, was seine Brüder im Januar 1845 zu einem Brief an den Hamburgischen Correspondenten veranlasste, mit dem sie einer „vielfach verbreiteten Verleumdung“ entgegentraten.
1845 kehrte Dirckinck-Holmfeld daher zurück in dänische Dienste und übernahm das Kommando über den bei Altona stationierten Schoner Elbe sowie 1847 über den Schoner Pilen, der im Großen Belt als Wachschiff Dienst tat.

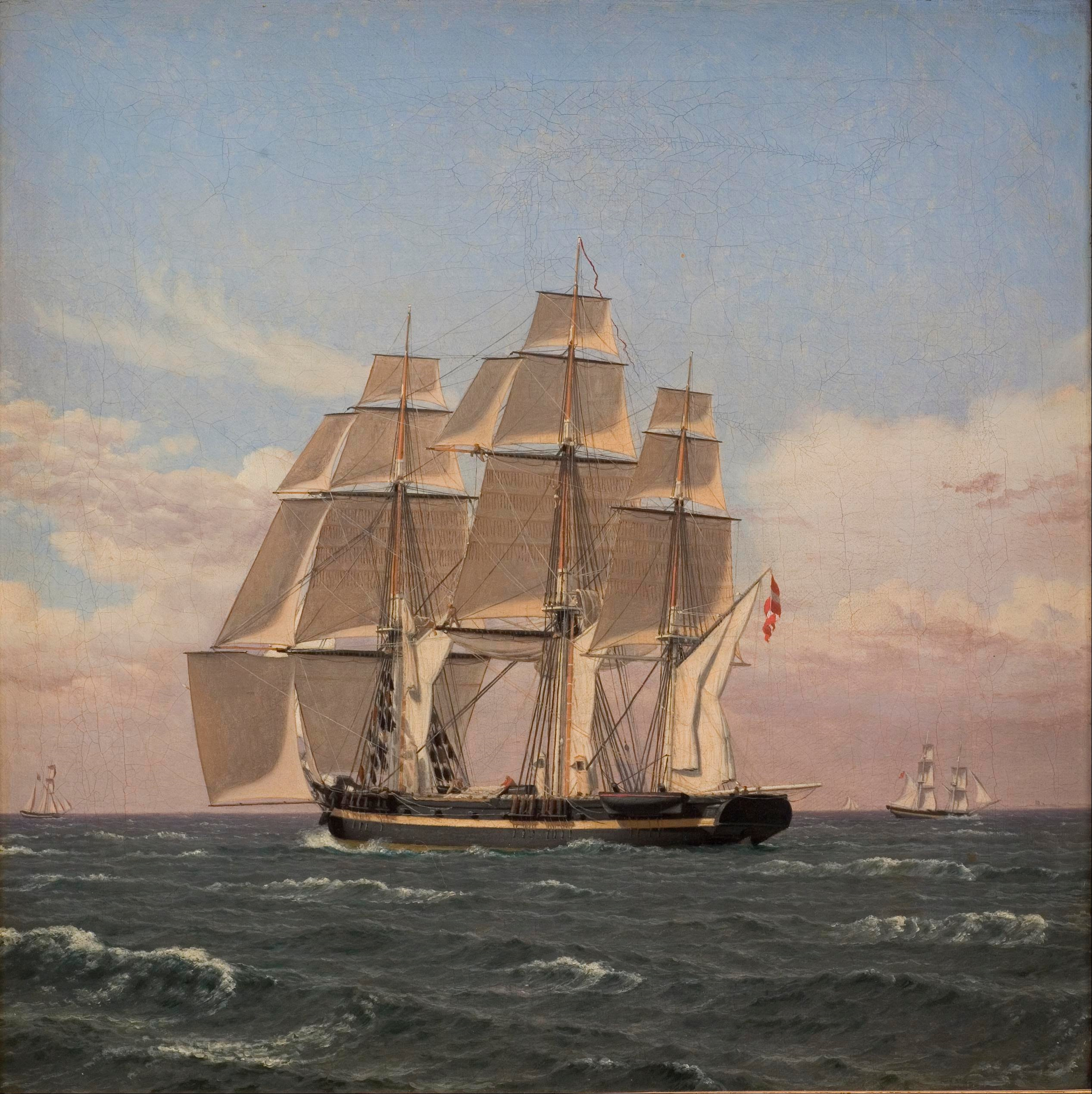
Christoffer Wilhelm Eckersberg: die Korvette Najaden unter Segeln (1833/34)

Während der Schleswig-Holsteinischen Erhebung erhielt er im Frühjahr 1848 das Kommando über die dänische Korvette HDMS Najaden. Mit ihr lief er am 27. März in den Hafen von Sonderburg ein und blockierte damit den Zugang zur Insel Alsen. Vom 7. bis 9. April 1848 operierte er in der Flensburger Förde im Zusammenhang mit der Schlacht von Bau. Danach transportierte er mit der Najaden dänische Truppen nach Eckernförde und segelte dann mit der Najaden und einem weiteren Kriegsschiff, dem Kutter Løwenørn, nach Fehmarn.

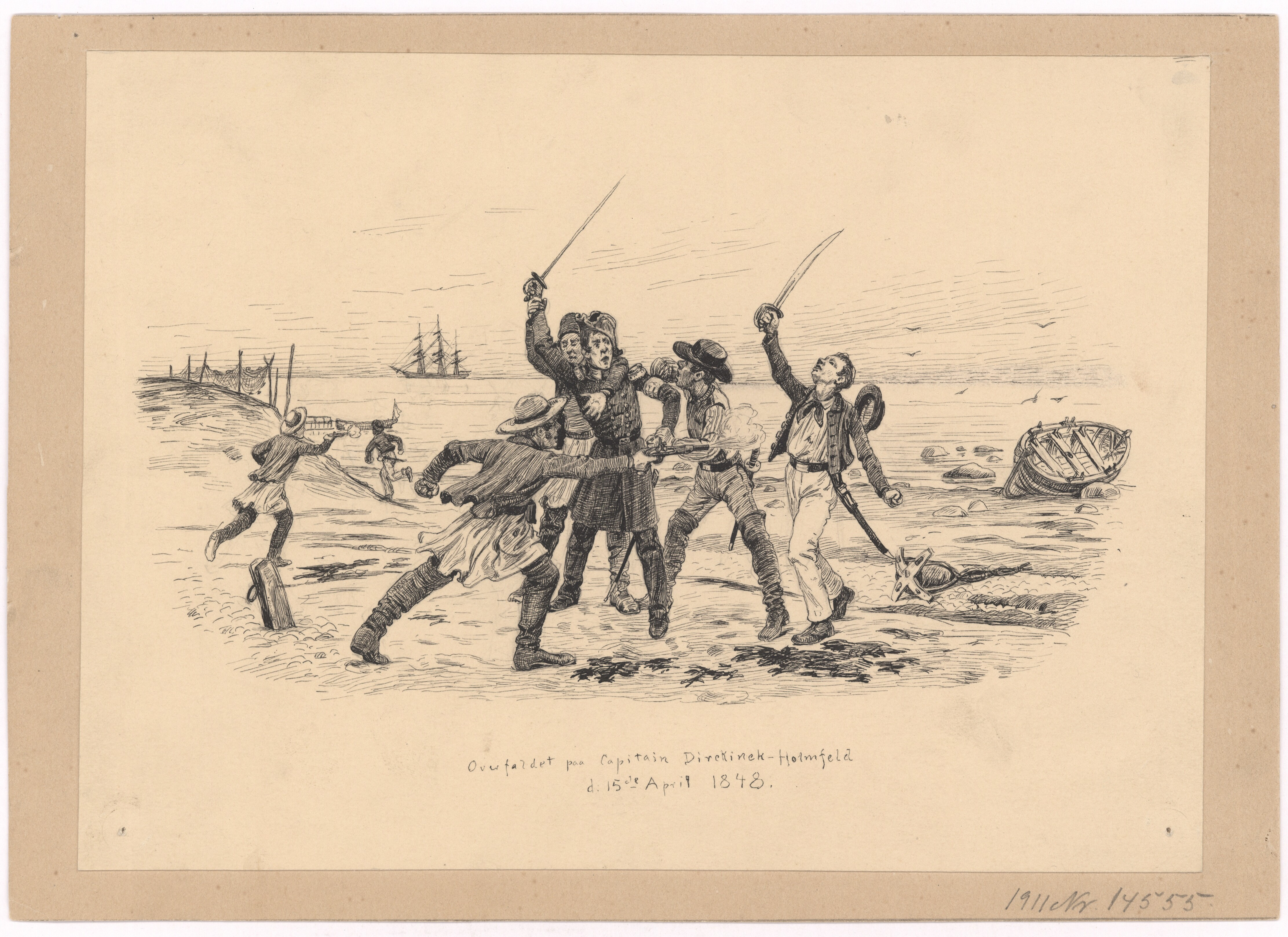
Der Überfall auf Kapitän Dirckinck-Holmfeld, zeitgenössiche Zeichnung aus dänischer Sicht

Hier sollte er die Inselbevölkerung zur Ruhe und Loyalität gegenüber der dänischen Obrigkeit ermahnen. Als er am 15. April beim Oberlotsenhaus in Burgtiefe an Land ging, lediglich begleitet von zwei Seesoldaten, wurde er von einer von dem Küsten-Hauptmann August Ferdinand von Leesen angeführten Menschenmenge auf Catharinenhof gefangen genommen. Einer der ihn begleitenden Seesoldaten wurde dabei erschossen. Dirckinck-Holmfeld wurde unter Misshandlungen durch die Menschenmenge in das Fehmarnsche Amtshaus in Burg gebracht und dann auf das Festland in die Festung Rendsburg geschickt.
Während sich von Leesen und die Fehmaraner der Tat rühmten, werteten die Dänen den Vorfall als Überfall und Attentat, da Dirckinck-Holmfeld nicht im Kampf, sondern als Parlamentär auf die Insel gekommen war. 1850 besetzten dänische Truppen die Insel, und nach der Wiederherstellung der dänischen Oberhoheit über das Herzogtum Holstein kam es 1853 zu einer Gerichtsverhandlung gegen die Haupttäter.
Edwin von Dirckinck-Holmfeld hatte unmittelbar nach seiner Verbringung nach Rendsburg vergeblich beim schleswig-holsteinischen Generalcommando seine Freilassung gefordert, da seine Gefangennahme völkerrechtswidrig gewesen sei. Er kam jedoch bald nach dem Abschluss des Vertrags von Malmö bei einem Gefangenenaustausch in Eckernförde am 6. September 1848 wieder frei, erhielt das Kommando über die Najaden zurück und wurde als Dannebrogmann ausgezeichnet.
Nach weiteren Kommandos auf der Hekla und Holger Danske wurde er am 15. März 1853 zum Kommandørkaptajn (entspricht Fregattenkapitän) befördert. 1854 erhielt er das Kommando über die neu erbaute Fregatte Tordenskjold. 1858 übernahm er die als Schulschiff dienende Fregatte Bellona.
Am 27. November 1864 wurde ihm sein Abschied bewilligt. 1869 erhielt er den Charakter Kommandør (Kapitän zur See).

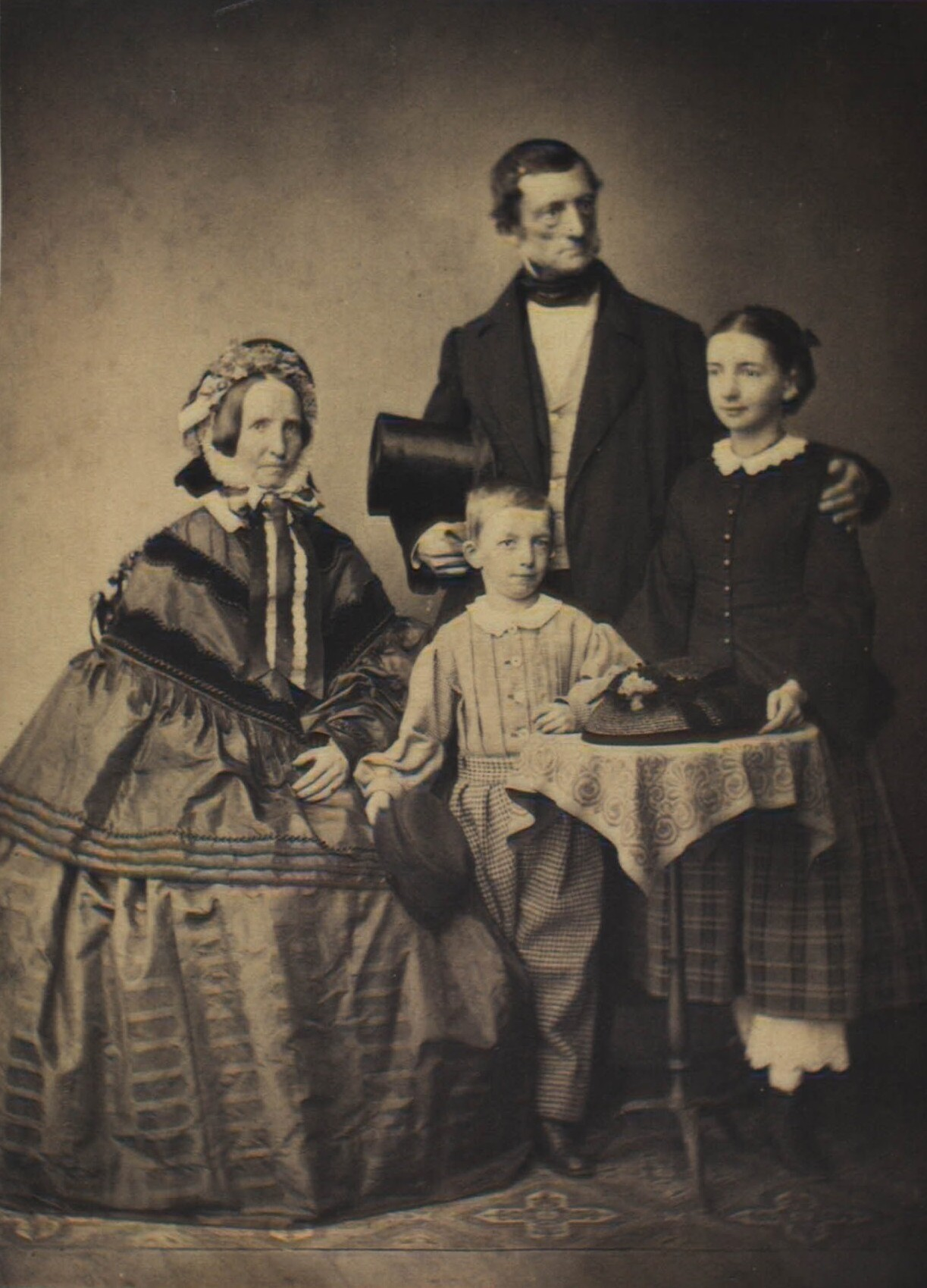
Edwin Dirckinck-Holmfeld und Familie (um 1860)

Seit 1847 war Edwin Dirckinck-Holmfeld verheiratet mit Louise Juliane, geb. von Lowzow (1820–1882), einer Tochter des Geheimen Konferenzrats und Richters am Obersten Gericht Frederik von Lowzow. Das Paar hatte eine Tochter, Anna Sophia (* 1848), und einen Sohn, Edwin Anton Tordenskjold Dirckinck-Holmfeld (1854–1936), der Hauptbuchhalter der dänischen Lebensversicherungsgesellschaft Danmark wurde.
Edwin von Dirckinck-Holmfeld wurde auf dem Marinefriedhof Holmens Kirkegård in Kopenhagen begraben.

## Erinnerung
1872 beauftragte Ferdinand von Leesen den Gothaer Medailleur Ferdinand Helfricht, eine 50 mm große Medaille zur Erinnerung an Dirckinck-Holmfelds Gefangennahme zu schaffen. Gleichzeitig bestellte er sechs silberne und 100 bronzene Exemplare. Sie zeigt auf der Vorderseite eine gewaltlose Version der Gefangennnahme am Strand und die Inschrift GEFANGENNAHME DES DAENISCHEN MARINECAPITAINS BARON VON DIRKING-HOLMFELD sowie auf der bildlosen Rückseite die Inschrift VOM | BARON V. LEESEN. | ASMUS MACKEPRANG | JOACHIM MEISLAHN | H. JANSEN | LORENZ BIERWIRTH | JOHANN KÜHL. | FEHMERN | DEN 15 APRIL | 1848. Das hier gezeigte Exemplar hat sich im Münzkabinett auf Schloss Friedenstein in Gotha erhalten.

Medaille (Vorderseite)
Medaille (Rückseite)

An die Gefangennahme erinnert auch ein denkmalgeschütztes Monument in Burg auf Fehmarn. Es war ursprünglich im Frühjahr 1872 von Baron von Leesen in Burgtiefe errichtet worden, wurde aber schon im Herbst beim Ostseesturmhochwasser 1872 stark beschädigt und unter einer Schicht aus Sand und Geröll begraben. Das in Teile zerbrochene Denkmal wurde geborgen und an sicherer Stelle im Hafen Burgstaaken wieder aufgebaut. 2007 erfolgte eine Restaurierung der Anlage.

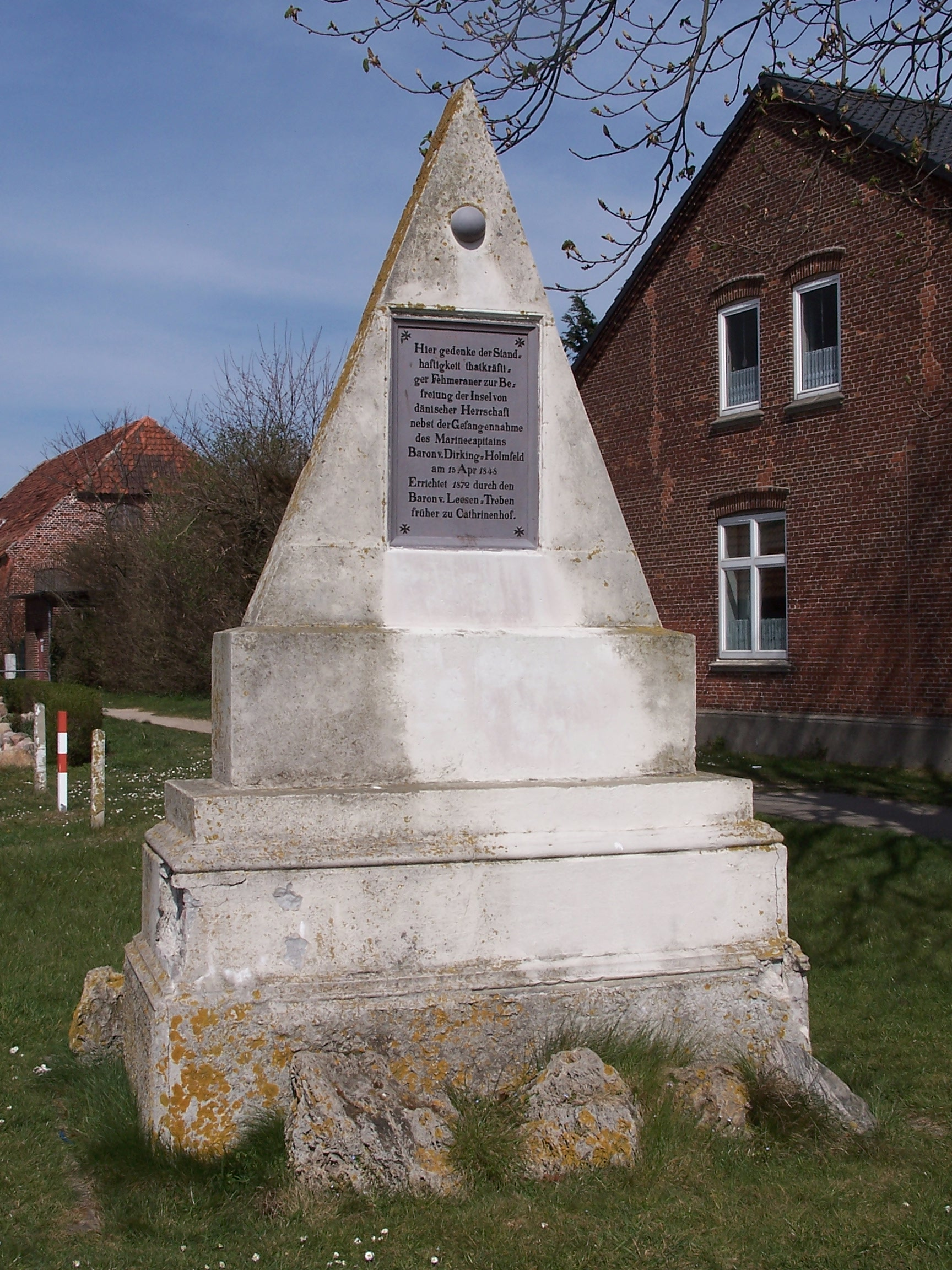
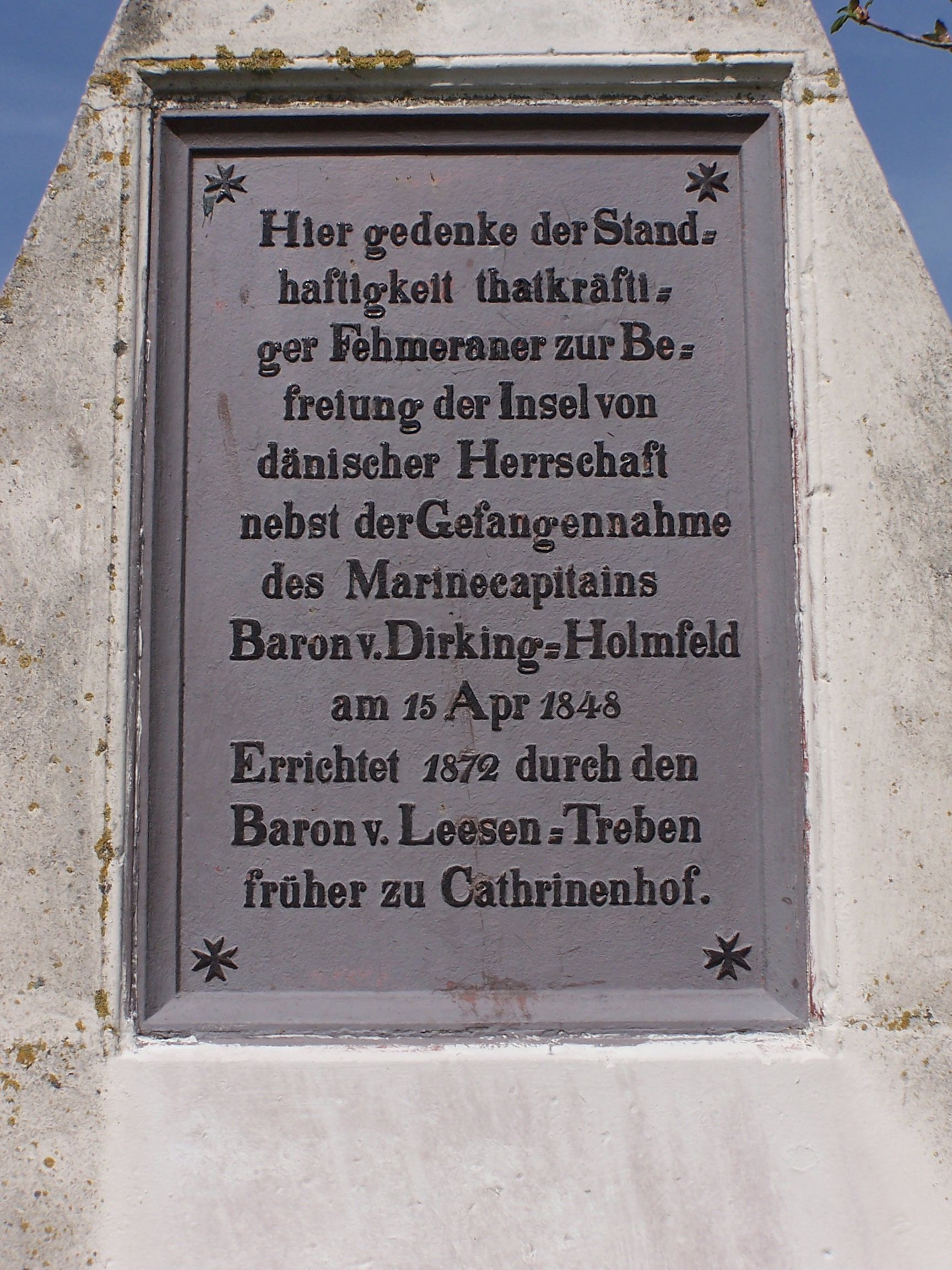

## Auszeichnungen
- Dannebrogorden
  - Ritter (18. Oktober 1845)
  - Dannebrogmann (14. September 1848)
  - Kommandeur 1. Klasse (27. November 1864)[11]
- Kammerherr (11. März 1849)
- Roter Adlerorden, 3. Klasse (7. Dezember 1844)
- Ehrenlegion, Ritter (1. Juli 1829)[12]